# Càrcer
Càrcer település Spanyolországban, Valencia tartományban. Càrcer Alcàntera de Xúquer, Antella, Cotes, Gavarda, Sellent és Xàtiva községekkel határos. Lakosainak száma 1806 fő (2024).

## Népesség
A település népessége az utóbbi években az alábbiak szerint változott:
| Lakosok száma | 2018 | 2026 | 2095 | 2109 | 2051 | 1952 | 1923 | 1862 | 1808 | 1806 |
|               | 2001 | 2004 | 2007 | 2009 | 2012 | 2014 | 2017 | 2019 | 2022 | 2024 |